# 文久山
文久山（ぶんきゅうやま）は、愛知県名古屋市緑区の町名。丁番を持たない単独町名である。住居表示未実施。

## 地理
名古屋市緑区の南西部に位置し、東に桶狭間神明、西に大根山、南に清水山、北に緑花台と接する。

## 歴史

### 町名の由来
大高町字殿山・添上山の通称「文久山」による。文久年間に開発された山であるためこの名で呼ばれるようになったのだという。

## 世帯数と人口
2019年（平成31年）3月1日現在の世帯数と人口は以下の通りである。
| 町丁   | 世帯数  | 人口  |
| ------ | ------- | ----- |
| 文久山 | 248世帯 | 638人 |

## 学区
市立小・中学校に通う場合、学校等は以下の通りとなる。また、公立高等学校に通う場合の学区は以下の通りとなる。
| 番・番地等 | 小学校                 | 中学校               | 高等学校 |
| ---------- | ---------------------- | -------------------- | -------- |
| 全域       | 名古屋市立桶狭間小学校 | 名古屋市立有松中学校 | 尾張学区 |

## 交通
- 愛知県道243号東海緑線

## その他

### 日本郵便
- 郵便番号 : 459-8008[3]（集配局：緑郵便局[9]）。